# Ad astra
Ad astra er et latinsk ordsprog som betyder "Til stjernerne".
Bemærkningen stammer fra Virgil:
- sic itur ad astra' ("Således skal du gå til stjernerne"[1])
- opta ardua pennis astra sequi ("De vælger besvær, som følger stjernerne på vinger"[2])

## Seneca den yngre
Seneca den yngre skrev:non est ad astra mollis e terris via ("Der er ingen let vej fra jorden til stjernerne"), mens det mest kendte citat af Seneca er per aspera ad astra ("Gennem vanskeligheder til stjernerne").